# Haluk Bilginer

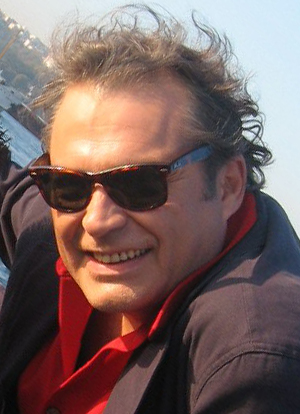
Haluk Bilginer nel 2005

Nihat Haluk Bilginer (Smirne, 5 giugno 1954) è un attore turco.

## Biografia
Haluk Bilginer nasce a Smirne il 5 giugno del 1954, secondo dei tre figli dell'assicuratore Tahsin Bilginer e della casalinga Bedriye. Frequenta le scuole cittadine fino al liceo, diplomandosi all'İzmir Türk Koleji e si sposta poi ad Ankara, dove frequenta il Conversatorio di stato, studiando teatro dal 1972 al 1977. Entra poi alla London Academy of Music and Dramatic Art (LAMDA), proseguendo così la sua formazione teatrale in Inghilterra, dove inizierà anche a lavorare una volta uscito dall'accademia.
Tra il 1980 e il 1991, Bilginer recita prevalentemente all'estero, in opere teatrali e musical in Inghilterra. Il suo ruolo più di successo è tuttavia nella soap opera EastEnders, dove veste i panni del turco cipriota Mehmet Osman, comparendo in più di cento episodi a partire dal 1985 e fino al 1989.
Bilginer Inizia nello stesso periodo anche a ottenere le prime parti cinematografiche, comparendo in ruoli minori in Mistery, di Bob Swaim e nell'Ishtar di Elaine May, film con Warren Beatty e Dustin Hoffman. In Turchia, recita in Gecenin Öteki Yüzü, miniserie di tre puntate tratta dall'omonimo libro di racconti di Füruzan e mandata in onda dal canale di stato TRT.
Nel 1990, Bilginer è con Ahmet Levendoğlu e Zuhal Olcay tra i fondatori di Tiyatro Stüdyosu. Inizia a recitare nelle produzioni teatrali della compagnia, che mette in scena opere straniere come Tradimenti di Harold Pinter, e il musical Blood Brothers, di Willy Russell, ma anche Çöplük, del drammaturgo turco Turgay Nar. Nel 1996 un incendio vanificherà gli sforzi della compagnia, impegnata a trasformare in un teatro il Cinema Odeon, nel quartiere di Üsküdar a Istanbul.
Bilginer e Olcay si sposano nel 1992. Lo stesso anno, Bilginer, Levendoğlu e Olcay sono insieme anche nella serie americana Le avventure del giovane Indiana Jones, dove ottengono ruoli secondari e interpretano figure chiave della storia turca. Bilginer veste i panni del colonnello İsmet İnönü, futuro presidente della repubblica, in un episodio della seconda stagione ambientato sul teatro mediorientale della prima guerra mondiale. Ancora nel 1992, Bilginer reciterà con Olcay anche in İki Kadın, film diretto da Yavuz Özkan.
Nella seconda metà degli anni Novanta, Bilginer recita in una serie di pellicole, tra le quali 80. Adım, di Tomris Giritlioğlu, İstanbul Kanatlarımın Altında e Usta Beni Öldürsene. Il suo ruolo nel fortunato Masumiyet gli vale nel 1997 il riconoscimento come miglior attore non protagonista al 34º Festival internazionale del cinema di Adalia. Il film sarà premiato anche come migliore in concorso al Festival del film di Adana "Altın Koza", dove altri tre riconoscimenti andranno al regista Zeki Demirkubuz (Miglior regia), a Derya Alabora (Miglior attrice) e ancora ad Haluk Bilginer (Miglior attore). Nel 1998 Bilginer riceverà per la stessa pellicola il premio come miglior attore al Festival internazionale del cinema di Ankara.
Nello stesso anno Bilginer recita con Lale Mansur, Beyazıt Öztürk e con la star del cinema turco Türkan Şoray in Nihavend Mücize. Il film, presentato in diversi festival in Turchia, ottiene riconoscimenti tanto al Festival internazionale del cinema di Adalia quanto all'Altın Koza di Adana. Viene però anche contestato per una scena di sesso tra Bilginer e Lale Mansur. Le critiche spingeranno il regista, Atıf Yılmaz, a tagliare la scena una settimana dopo l'uscita nelle sale cinematografiche. Nel 1999 partecipa al film Harem Suare di Ferzan Özpetek.
Dopo avere lasciato il Tiyatro Stüdyosu, nel 1999 Bilginer e Olcay fondano l'Oyun Atölyesi. La compagnia teatrale esordisce il 6 ottobre al Halk Eğitim Merkezi di Kadıköy, a Istanbul. La prima produzione ad andare in scena è Kvetch, di Steven Berkoff, tradotto in turco da Bilginer e da Ferhan Şensoy come Dolu Düşün Boş Konuş. Nel 2002 viene inaugurato a Istanbul l'omonimo teatro, che apre i battenti in aprile mettendo in scena Mindgame, un'opera di Anthony Horowitz ambientata in un ospedale psichiatrico. Olcay lascerà la compagnia nel 2004, anno in cui la coppia divorzia. Bilginer si risposerà due anni più tardi con la cantante Aşkın Nur Yengi, da cui avrà una figlia, Nazlı.
Nel 2014 Bilginer è tra gli interpreti principali di Il regno d'inverno - Winter Sleep, film di Nuri Bilge Ceylan premiato con la Palma d'oro al Festival di Cannes 2014. Nel 2017 ottiene una parte da protagonista in Masum, webserie diretta da Berkun Oya e trasmessa da BluTV. Nel 2018 recita la parte di Agâh Beyoğlu in Şahsiyet, webserie scritta dallo scrittore Hakan Günday. Trasmessa da puhutv, Şahsiyet ottiene un buon successo di pubblico e viene premiata come miglior webserie al 46º Premio Pantene Altın Kelebek. Bilginer ottiene anche il premio come miglior attore al 47º International Emmy Award, dedicato ai migliori prodotti televisivi realizzati al di fuori degli Stati Uniti.
Nel 2020 Bilginer recita nella commedia 9 Kere Leyla, diretta da Ezel Akay e distribuita da Netflix, e viene scritturato per il ruolo del Dr. Hugo Greif nella serie televisiva britannica Alex Rider, basata sull'omonima serie di romanzi di Anthony Horowitz. Nel 2021 è accanto a Engin Günaydin e Binnur Kaya in Azizler, dramma diretto dai fratelli Durul e Yağmur Taylan.

## Filmografia parziale

### Cinema
- Mistery (Half Moon Street), regia di Bob Swaim (1986)
- Ishtar, regia di Elaine May (1987)
- Cuor di leone (Lionheart), regia di Franklin J. Schaffner (1987)
- Ölürayak, regia di Aydin Bagardi (1990)
- Kara Sevdali Bulut, regia di Muammer Özer (1991)
- Iki Kadin, regia di Yavuz Özkan (1992)
- Istanbul Kanatlarimin Altinda, regia di Mustafa Altioklar (1996)
- 80. Adim, regia di Tomris Giritlioglu (1996)
- Nihavend mucize, regia di Atif Yilmaz (1997)
- Masumiyet, regia di Zeki Demirkubuz (1997)
- Sawdust Tales, regia di Baris Pirhasan (1997)
- Harem Suare, regia di Ferzan Özpetek (1999)
- Güle Güle, regia di Zeki Ökten (2000)
- Fasulye, regia di Bora Tekay (2000)
- Filler ve Çimen, regia di Dervis Zaim (2000)
- Buffalo Soldiers, regia di Gregor Jordan (2001)
- Neredesin Firuze, regia di Ezel Akay (2004)
- Hirsiz Var!, regia di Oguzhan Tercan (2005)
- Hacivat Karagöz Neden Öldürüldü?, regia di Ezel Akay (2006)
- Kisik Ateste 15 Dakika, regia di Neco Çelik (2006)
- Polis, regia di Onur Ünlü (2007)
- Devrim Arabalari, regia di Tolga Örnek (2008)
- Günesin Oglu, regia di Onur Ünlü (2008)
- The International, regia di Tom Tykwer (2009)
- The Watercolor, regia di Cihat Hazardagli (2009)
- 7 Kocali Hürmüz, regia di Ezel Akay (2009)
- Five Minarets in New York, regia di Mahsun Kirmizigül (2010)
- W.E. - Edward e Wallis (W.E.), regia di Madonna (2011)
- Il fondamentalista riluttante (The Reluctant Fundamentalist), regia di Mira Nair (2011)
- Çanakkale Çocuklari, regia di Sinan Çetin (2012)
- Il regno d'inverno - Winter Sleep (Kis Uykusu), regia di Nuri Bilge Ceylan (2014)
- Rosewater, regia di Jon Stewart (2014)
- Ben-Hur, regia di Timur Bekmambetov (2016)
- Il tenente ottomano (The Ottoman Lieutenant), regia di Joseph Ruben (2017)
- Kirik Kalpler Bankasi, regia di Onur Ünlü (2017)
- Shelter, regia di Eran Riklis (2017)
- Trendy, regia di Louis Lagayette (2017)
- Forget About Nick, regia di Margarethe von Trotta (2017)
- Cingöz Recai, regia di Onur Ünlü (2017)
- Halloween, regia di David Gordon Green (2018)
- Nuh Tepesi, regia di Cenk Ertürk (2019)
- 9 Kere Leyla, regia di Ezel Akay (2020)
- Azizler, regia di Durul Taylan e Yağmur Taylan (2021)
- Maria, regia di Pablo Larraín (2024)

### Televisione
- Bergerac – serie TV, episodio 4x9 (1985)
- EastEnders – serie TV, 107 episodi (1985-1989)
- Gecenin Öteki Yüzü – serie TV (1987)
- Ateşten Günler – serie TV (1987)
- Safiye'dir Kızın Adı – serie TV (1991)
- Le avventure del giovane Indiana Jones – serie TV, episodio 2x21 (1993)
- Borsa – serie TV (1992)
- Son Söz Sevginin – serie TV (1993)
- Gülşen Abi – serie TV (1994)
- Medeni Haller – serie TV (1997)
- Eyvah Babam – serie TV (1998)
- Eyvah Kızım Büyüdü – serie TV (1998)
- Karanlıkta Koşanlar – serie TV (2001)
- Cesur Kuşku – serie TV (2001)
- Tatlı Hayat – serie TV (2001)
- Spooks – serie TV, episodio 3x6 (2002)
- Ti Show – serie TV (2002)
- Sayın Bakanım – serie TV (2004)
- Yine de Aşığım – serie TV (2005)
- Sevgili Dünürüm – serie TV (2007)
- Nerede Kalmıştık – serie TV (2008)
- Sıkı Dostlar – serie TV (2009)
- Cuma'ya Kalsa – serie TV (2010)
- Üvey İkizler – serie TV (2010)
- Ezel – serie TV (2010)
- Hayatımın Rolü – serie TV (2012)
- Acayip Hikayeler – serie TV, episodio 1x1 (2012)
- Kaçak – serie TV (2014)
- New Blood – serie TV (2016)
- Kara Yazı – serie TV (2017)
- Masum – serie TV (2017)
- Şahsiyet – serie TV (2018)
- Alex Rider – serie TV (2020)
- Şeref Bey – serie TV (2021)
- The Veil – miniserie TV, puntata 1x02 (2024)

## Teatro

### Regista
- The River, di Jez Butterworth. Oyun Atölyesi di Istanbul (2013)

### Attore
- Tradimenti, di Harold Pinter, regia di Ahmet Levendoğlu. (1991)
- Blood Brothers, di Willy Russell, regia di Yücel Erten. (1991)
- Gasping, di Ben Elton. (1993)
- Çöplük, di Turgay Nar, regia di Işıl Kasapoğlu. (1995)
- Isteria, di Terry Johnson, regia di Işıl Kasapoğlu. (1996)

- Kvetch, di Steven Berkoff, regia di Ferhan Şensoy. (1999)
- Separation, di Tom Kempinski, regia di Işıl Kasapoğlu. (2000)
- Mindgame, di Anthony Horowitz, regia di Işıl Kasapoğlu. Oyun Atölyesi di Istanbul (2001)
- L'avaro, di Molière, regia di Işıl Kasapoğlu. Oyun Atölyesi di Istanbul (2004)
- The Other Death of Jeanne D'Arc, di Stefan Tsanev, regia di Kemal Aydoğan. Oyun Atölyesi di Istanbul (2005)
- Timone d'Atene, di William Shakespeare, regia di Kemal Aydoğan. Oyun Atölyesi di Istanbul (2006)
- Piccoli crimini coniugali, di Éric-Emmanuel Schmitt, regia di Kemal Aydoğan. Oyun Atölyesi di Istanbul (2007)
- 7 - Şekspir Müzikali, regia di Kemal Aydoğan. Oyun Atölyesi di Istanbul (2009)
- La notte di Valognes, di Éric-Emmanuel Schmitt, regia di Kemal Aydoğan. Oyun Atölyesi di Istanbul (2011)
- Antonio e Cleopatra, di William Shakespeare, regia di Kemal Aydoğan. Oyun Atölyesi di Istanbul (2012)
- Skylight, di David Hare, regia di Birkan Uz. Oyun Atölyesi di Istanbul (2016)
- Re Lear, di William Shakespeare, regia di Muharrem Özcan. Oyun Atölyesi di Istanbul (2018)

## Riconoscimenti
- Festival internazionale del cinema di Adalia
  - 1997 – Miglior attore non protagonista per Masumiyet

- Festival internazionale del cinema di Ankara
  - 1998 – Miglior attore protagonista per Masumiyet
  - 2007 – Miglior attore protagonista (Lungometraggi nazionali) per Polis

- International Emmy Award
  - 2020 – Miglior attore per Şahsiyet

## Doppiatori italiani
Nelle versioni in italiano delle opere in cui ha recitato, Haluk Bilginer è stato doppiato da:
- Stefano De Sando in The Veil
- Rodolfo Bianchi in Maria